# IC 4534
IC 4534 ist eine linsenförmige Galaxie vom Hubble-Typ SB0 im Sternbild Bärenhüter am Nordsternhimmel. Sie ist schätzungsweise 224 Millionen Lichtjahre von der Milchstraße entfernt und hat einen Durchmesser von etwa 100.000 Lj.

Im selben Himmelsareal befinden sich u. a. die Galaxien NGC 5829, IC 4526, IC 4531, IC 4532.
Das Objekt wurde am 28. Juli 1903 von Stéphane Javelle entdeckt.